# الزاوية (أسيوط)
قرية الزاوية هي إحدى القرى التابعة لمركز أسيوط في محافظة أسيوط في جمهورية مصر العربية. حسب إحصاءات سنة 2006، بلغ إجمالي السكان في الزاوية 34138 نسمة، منهم 17968 رجل و16170 امرأة.